# Тахионен антителефон
Тахионният антителефон е хипотетично устройство в теоретичната физика, което може да бъде използвано за изпращане на сигнали в нечие минало. Алберт Айнщайн през 1907 г. представя мисловен експеримент за това как сигнали по-бързи от светлината могат да доведат до парадокс на причинността, който е описан от Айнщайн и Арнолд Зомерфелд през 1910 като „телеграф в миналото“. Същият мисловен експеримент е описан от Ричард Толман през 1917 г. и поради това е известен и като парадокса на Толман.
Устройството, способно „да телеграфира в миналото“, по-късно е наречено от Грегъри Бенфърд и колеги „тахионен антителефон“. Според сегашното разбиране за физиката, не е възможен трансфер на информация при скорост по-голяма от скоростта на светлината. Например хипотетичната частица тахион, която дава името на устройството, не съществува дори теоретично в стандартния модел на физиката на елементарните частици, поради тахионната кондензация и няма никакво експериментално свидетелство, което да предполага, че тахионът може да съществува. Проблемът в засичането на тахионите чрез причинно-следствени противоречия се изучава научно.